# Sofia Centralna
Sofia Centralna, bg. Централна гара София – największa stacja kolejowa w Sofii, a zarazem w Bułgarii. Położona jest 1 km na północ od centrum miasta. Znajduje się w bezpośrednim sąsiedztwie Centralnego Dworca Autobusowego. Stacja została otwarta 1 sierpnia 1888.

## Połączenia
- Ateny
- Bankja
- Belgrad
- Błagojewgrad
- Bukareszt
- Burgas
- Czerweń
- Dimitrowgrad
- Dragoman
- Dupnica
- Gorna Orjachowica
- Kardam
- Karłowo
- Kiustendił
- Kopriwsztica
- Kostenec
- Kulata
- Lakatnik
- Łom
- Mezdra
- Moskwa
- Pernik
- Płowdiw
- Radomir
- Ruse
- Saloniki
- Septemwri
- Stambuł
- Warna
- Widin
- Wraca